# Brion (Isère)
Brion ist eine französische Gemeinde mit 142 Einwohnern (Stand: 1. Januar 2022) im Département Isère in der Region Auvergne-Rhône-Alpes; sie gehört zum Arrondissement Vienne und zum Kanton Bièvre. Die Einwohner werden Brionnais genannt.

## Geografie
Die Gemeinde Brion liegt im Bergland südlich des Plateau de Bièvre westlich des Flusstales der Isère, das hier das Vercors-Massiv im Westen begrenzt, etwa 32 Kilometer westnordwestlich von Grenoble. Umgeben wird Brion von den Nachbargemeinden Saint-Geoirs im Norden, Saint-Michel-de-Saint-Geoirs im Osten, Serre-Nerpol im Südosten, Chasselay im Süden sowie Saint-Pierre-de-Bressieux im Westen.

## Bevölkerungsentwicklung
| Jahr                       | 1962 | 1968 | 1975 | 1982 | 1990 | 1999 | 2006 | 2012 | 2021 |
| -------------------------- | ---- | ---- | ---- | ---- | ---- | ---- | ---- | ---- | ---- |
| Einwohner                  | 137  | 133  | 134  | 128  | 132  | 138  | 129  | 134  | 144  |
| Quellen: Cassini und INSEE |      |      |      |      |      |      |      |      |      |

## Sehenswürdigkeiten
- Kirche Saint-Didier

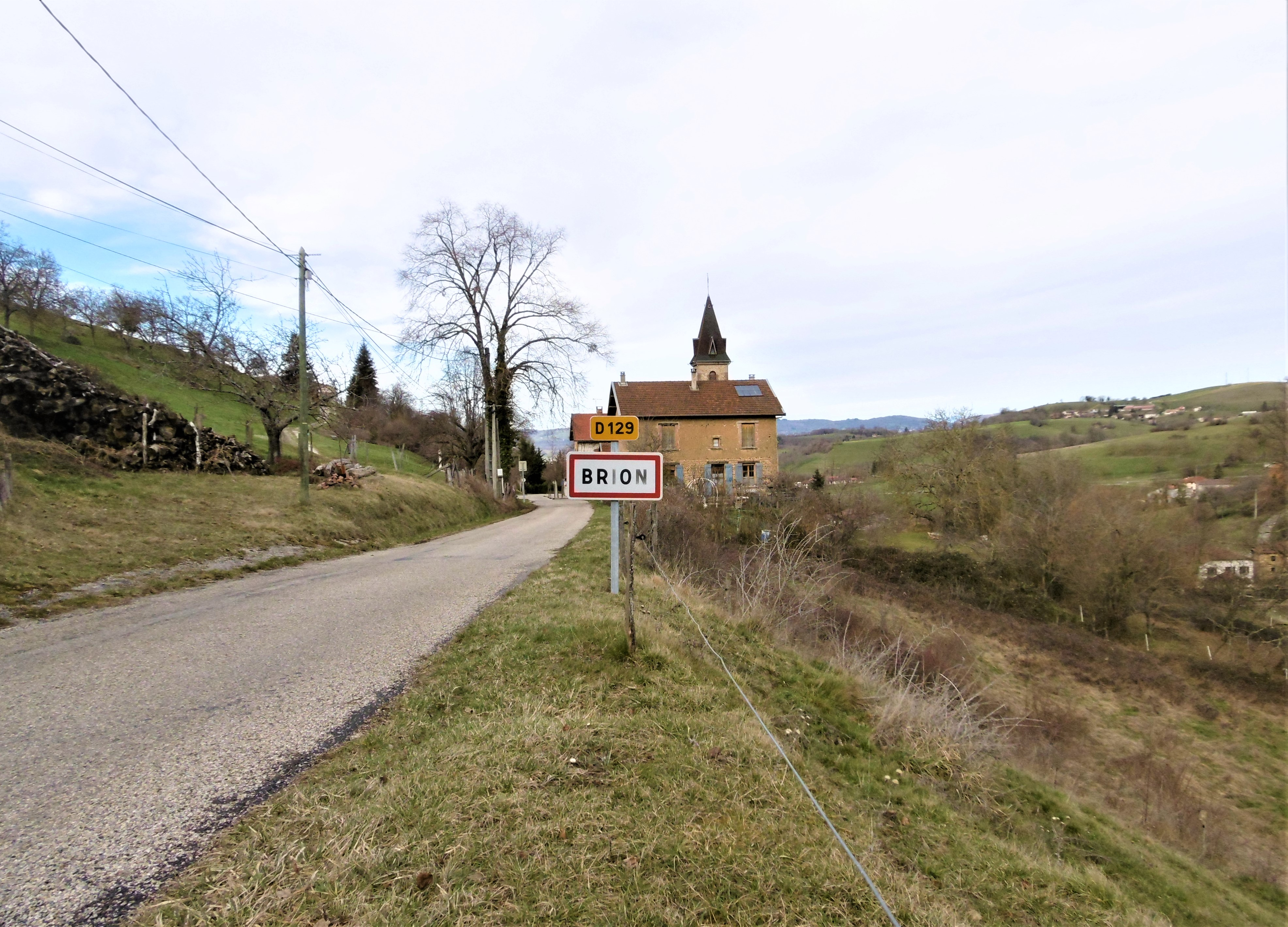
Ortseingang von Süden über den 628 m hohen Col des toutes aures
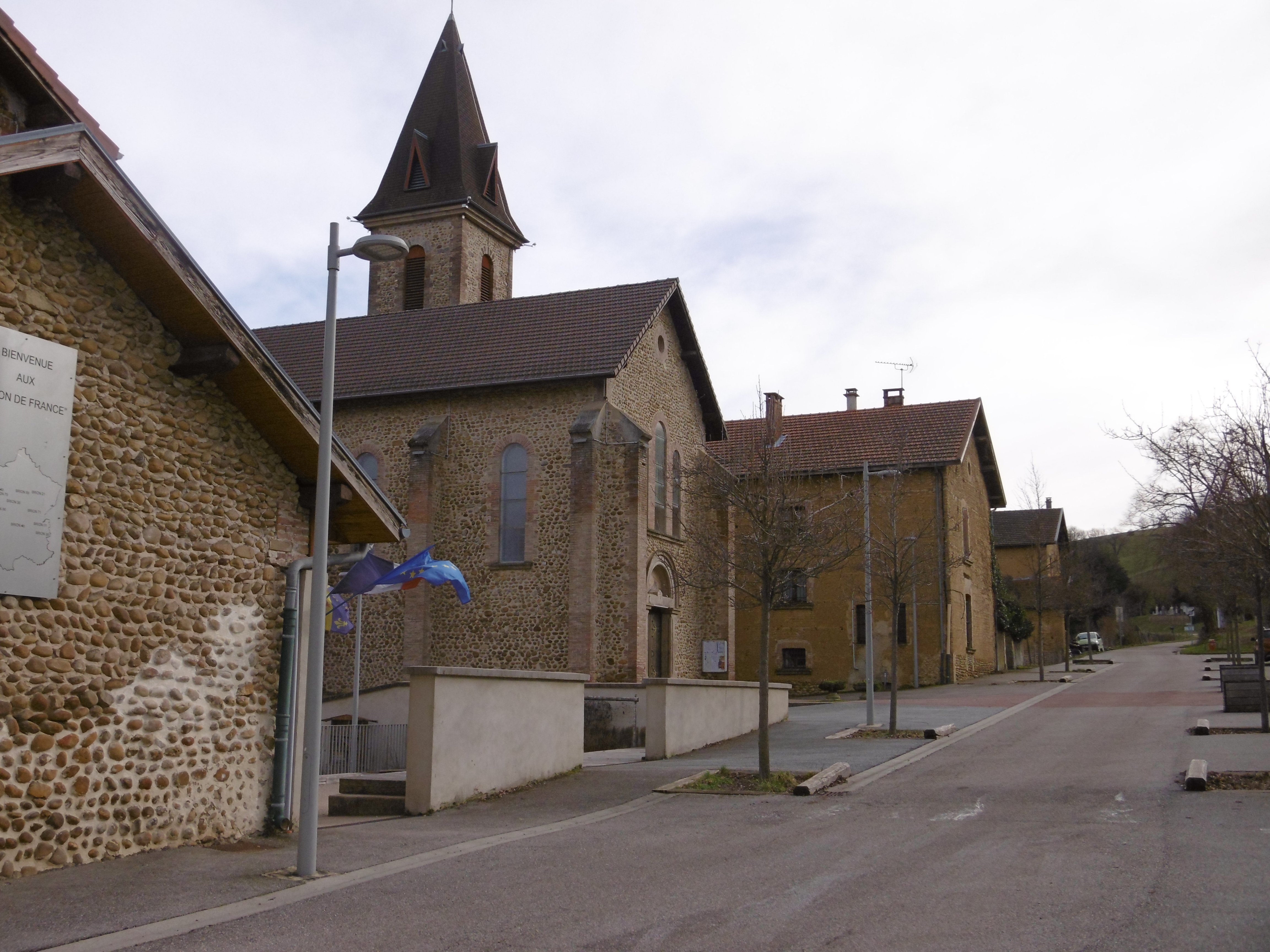
Kirche Saint-Didier